# Varcoe Headland
Das Varcoe Headland ist eine bis zu 34 m hohe Landspitze im Westen der antarktischen Ross-Insel. Sie markiert die nördliche Begrenzung der Einfahrt zur Horseshoe Bay.
Das New Zealand Geographic Board benannte sie nach Garth Edwin Varcoe (1943–1992), der 15 Jahre im New Zealand Antarctic Research Programme unter anderem bei der Erneuerung der Scott Base mitgewirkt hatte, bevor er unweit dieser Landspitze am 31. Oktober 1992 bei einem Hubschrauberabsturz ums Leben kam.